# Kakwa (África)
El pueblo kakwa también es conocido como kuakuak, kakwa bari, sudan kakwa, uganda kakwa o zaire kakwa. Pertenece al complejo de etnias nilótico orientales. Habitan principalmente en la región de Yei en Sudán del Sur, el distrito de West Nile de Uganda, y noreste de la República Democrática del Congo, propio de la región del río Nilo. Poseen una base económica agrícola con cultivos de maíz, mijo, patatas, yuca y la crianza de ganados. En 2016 tenían una población próxima a las 415.000 personas. Su idioma es el kakwa, del filo de lenguas nilótico orientales y la familia bari.
El exdictador Idi Amin de Uganda, presidente de 1971 a 1979, nació en Koboko, territorio del pueblo kakwa, lo mismo que su padre Andreas Nyabire. Durante el gobierno de Idi Amin, los miembros de la etnia kakwa tuvieron importantes puestos en su administración. Sus escoltas militares pertenecían también a dicha etnia. Después de que Amin fuera depuesto en 1979, muchos kakwas fueron asesinados en venganza, causando un éxodo en la región. En el siglo XXI la mayor parte de los kakwa son cristianos, aunque tienen comunidades que siguen las tradiciones religiosas étnicas y otras que abrazan el islam.

## Historia
Se sitúa su origen en la región de Kafa (Etiopía). En la primera mitad del siglo XVI atravesaron el sureste sudanés por el Tekedi  hasta la actual frontera con Etiopía. La migración continuó hasta la región de Bar el Gazal donde se encontraron con el pueblo madi. El contacto con los madi permitió al pueblo kakwa tomar algunas costumbres nuevas como el la formación de una clase “dupi” en su organización. La clase dupi permitía la incorporación de “clientes” o extranjeros a sus clanes. Por otra parte, adoptaron el idioma nilótico de los madi.
Después de que Idi Amin fuera depuesto en 1979, muchos kakwa huyeron. Las tropas gubernamentales y rebeldes infligieron una ola de venganza en la zona, a pesar de que Amin había vivido en Buganda cuando era niño y había pasado poco tiempo en la comunidad paterna de los kakwa. Su madre, quien influyó en su primera infancia, era una lugbara, del grupo étnico más grande del Nilo Occidental.

## Sociedad
El clan es la organización mayor. Está presidido por un jefe con poderes religiosos y es además el hacedor de lluvia. A su vez, está asistido por un consejo integrado por jefes de linajes.
En el siglo XXI las mayores concentraciones de población se sitúan en:
Uganda: Conocidos como kakwa o bari kakwa alcanzan los 239.000 hab. Habitan en los distritos de Koboko y Yumbe.
Sudán del Sur: También son conocidos como kakwa o bari kakwa. La población llega a las 138.000 personas. Las principales comunidades están en el estado de Ecuatoria Central, en el país Yei.
R. D. del Congo: Conocidos como kakwa, kakwa bariz o zaire kakwa suman una población de 38.000 personas hablantes del idioma kakwa. Las principales comunidades se distribuyen en la provincia oriental, por los territorios de Aru y Faradje.

## Economía
Practican la ganadería y la agricultura. La mayor parte de la tierra se dedica al cultivo de maíz, mijo, papas y mandioca. El ganado forma parte de la economía, pero no centra sus mayores esfuerzos.

## Religión
La religión cristiana es mayoritaria entre los kawka y aproximadamente la mitad de sus fieles son católicos. Las tradiciones religiosas étnicas se mantienen vivas, con aproximadamente un 35% de seguidores en la población kakwa de Sudán del Sur, un 2% en la R.D del Congo y un 17% de esta comunidad en Uganda. Dentro de las poblaciones kakwa congoleñas un 25% es musulmana (joshua) y en Uganda abraza el islam el 13% de los kakwa.